# Lombardia vasútállomásainak listája

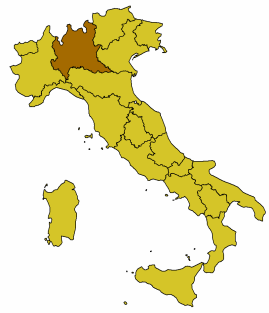
Lombardia elhelyezkedése Olaszországban

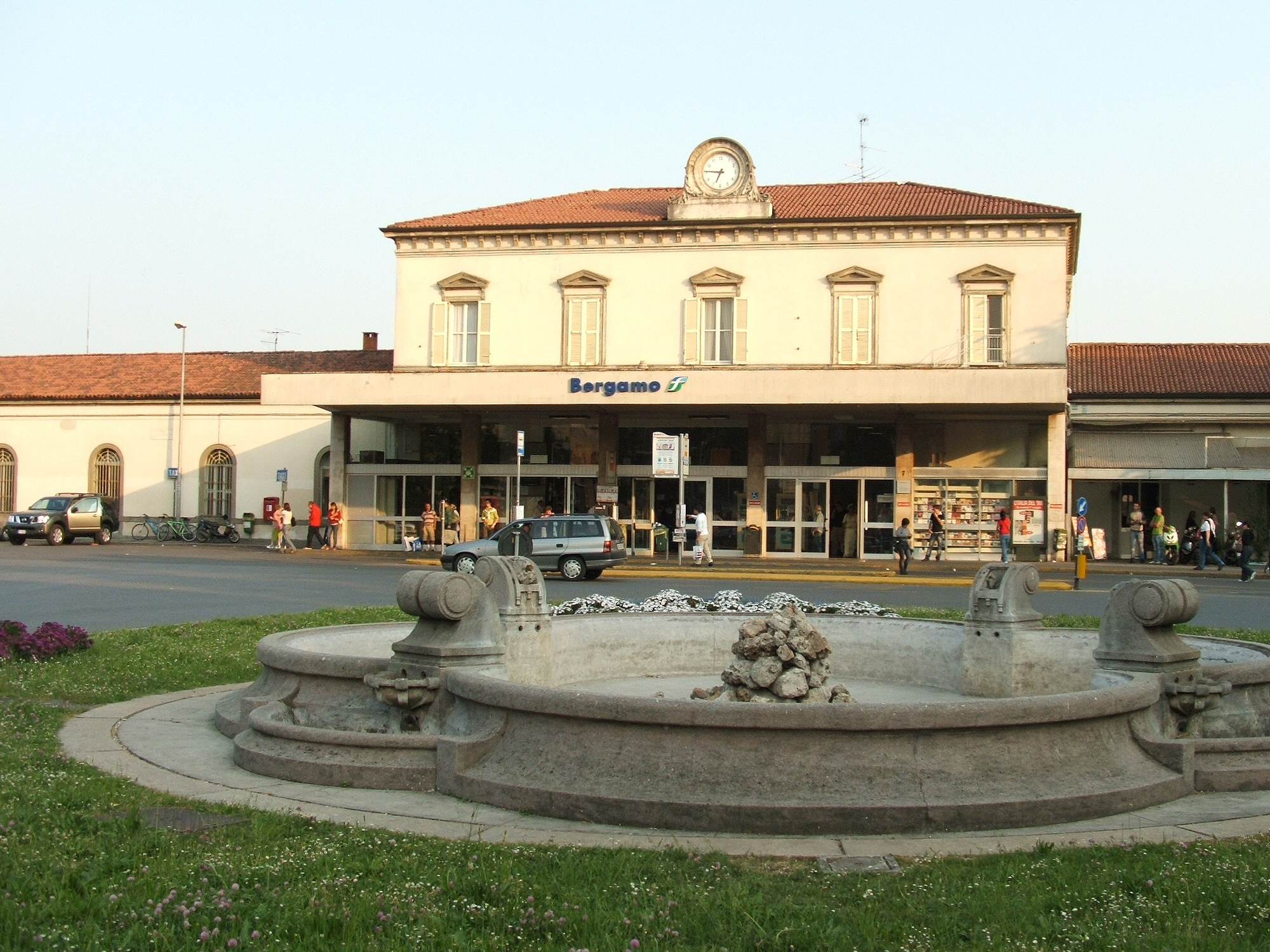
Stazione di Bergamo

Ez a lista az olasz Lombardia régió vasútállomásait sorolja fel ábécé sorrendben.

## A lista
| Állomás neve                                   | Cím                                             | Közigazgatási egység       | Megye | Hálózat         | Kategória |
| ---------------------------------------------- | ----------------------------------------------- | -------------------------- | ----- | --------------- | --------- |
| Stazione di Abbadia Lariana                    |                                                 | Abbadia Lariana            | LC    | RFI             | bronz     |
| Stazione di Abbiategrasso                      | V. F. Cavallotti, 6                             | Abbiategrasso              | MI    | RFI             | ezüst     |
| Stazione di Acquanegra Cremonese               | Piazza Stazione                                 | Acquanegra Cremonese       | CR    | RFI             | bronz     |
| Stazione di Airuno                             | Piazza Stazione                                 | Airuno                     | LC    | RFI             | ezüst     |
| Stazione di Albairate-Vermezzo                 | Via Cesare Battisti, 2                          | Albairate                  | MI    | RFI             | ezüst     |
| Stazione di Albano Sant'Alessandro             | V. Santuario, 19                                | Albano Sant’Alessandro     | BG    | RFI             | bronz     |
| Stazione di Albate-Camerlata                   | V. Scalabrini, 83                               | Como                       | CO    | RFI             | bronz     |
| Stazione di Albate-Trecallo                    | V. Merzario                                     | Como                       | CO    | RFI             | bronz     |
| Stazione di Albizzate-Solbiate Arno            | V. Mazzini, 20                                  | Albizzate                  | VA    | RFI             | ezüst     |
| Stazione di Albonese                           | Via Manara Negrone, 52                          | Albonese                   | PV    | RFI             | bronz     |
| Stazione di Albuzzano                          | Frazione Alperolo                               | Albuzzano                  | PV    | RFI             | bronz     |
| Stazione di Ambivere-Mapello                   | V. Donizzetti, 1                                | Ambivere                   | BG    | RFI             | ezüst     |
| Stazione di Anzano del Parco                   | V. Stazione, 8                                  | Anzano del Parco           | CO    | RFI             | bronz     |
| Stazione di Arcene                             | Strada provinciale ex SS 42 del Tonale/Sempione | Arcene                     | BG    | RFI             | bronz     |
| Stazione di Arcore                             | Piazza Martiri della Libertà                    | Arcore                     | MI    | RFI             | ezüst     |
| Stazione di Ardenno-Masino                     | Via Nazionale, 24                               | Ardenno                    | SO    | RFI             | bronz     |
| Stazione di Arena Po                           | V. della Stazione, 6                            | Arena Po                   | PV    | RFI             | bronz     |
| Stazione di Asola                              | V. Carducci, 70                                 | Asola                      | MN    | RFI             | bronz     |
| Stazione di Bagnolo Mella                      | V. Verdi, 2                                     | Bagnolo Mella              | BS    | RFI             | bronz     |
| Stazione di Barbianello                        | V. Rimembranze                                  | Barbianello                | PV    | RFI             | bronz     |
| Stazione di Belgioioso                         | Viale di Vittoria                               | Belgioioso                 | PV    | RFI             | bronz     |
| Stazione di Bellano-Tartavalle Terme           | V. XX Settembre                                 | Bellano                    | LC    | RFI             | ezüst     |
| Stazione di Bergamo                            | Piazza Marconi, 7                               | Bergamo                    | BG    | Centostazioni   | arany     |
| Stazione di Besana                             | Piazza Galilei                                  | Besana in Brianza          | MI    | RFI             | ezüst     |
| Stazione di Besnate                            | V. Roma                                         | Besnate                    | VA    | RFI             | bronz     |
| Stazione di Besozzo                            | V. Zangrilli                                    | Besozzo                    | VA    | RFI             | bronz     |
| Stazione di Bianzone                           | V. Palazzetta, 5                                | Bianzone                   | SO    | RFI             | bronz     |
| Stazione di Biassono-Lesmo Parco               | V. della Stazione                               | Biassono                   | MI    | RFI             | bronz     |
| Stazione di Borgochiesanuova                   |                                                 | Mantova                    | MN    | RFI             | bronz     |
| Stazione di Borgolombardo                      | V. delle Crociate                               | San Giuliano Milanese      | MI    | RFI             | bronz     |
| Stazione di Bozzolo                            | V. Caics, 4                                     | Bozzolo                    | MN    | RFI             | bronz     |
| Stazione di Brenna-Alzate                      | V. Stazione                                     | Brenna                     | CO    | RFI             | bronz     |
| Stazione di Brescia                            | Viale della Stazione, 54                        | Brescia                    | BS    | Centostazioni   | arany     |
| Stazione di Bressana Argine                    | V. XXV Aprile                                   | Bressana Bottarone         | PV    | RFI             | bronz     |
| Stazione di Bressana Bottarone                 | V. Palmiro Togliatti, 33                        | Bressana Bottarone         | PV    | RFI             | ezüst     |
| Stazione di Broni                              | V. Togni                                        | Broni                      | PV    | RFI             | ezüst     |
| Stazione di Busto Arsizio                      | Piazza Volontari della Libertà, 5               | Busto Arsizio              | VA    | RFI             | ezüst     |
| Stazione di Buttafava                          | V. Molino Sesto Giovane                         | Arcore                     | MI    | RFI             | bronz     |
| Stazione di Caldè                              | V. la Fermata                                   | Castelveccana              | VA    | RFI             | bronz     |
| Stazione di Calolziocorte-Olginate             | V. Galli                                        | Calolziocorte              | LC    | RFI             | ezüst     |
| Stazione di Calusco                            | V. Trieste, 22                                  | Calusco d’Adda             | BG    | RFI             | ezüst     |
| Stazione di Calvisano                          | Viale Stazione                                  | Calvisano                  | BS    | RFI             | bronz     |
| Stazione di Camnago-Lentate                    | V. XXIV Maggio                                  | Lentate sul Seveso         | MI    | RFI             | ezüst     |
| Stazione di Canegrate                          | Piazza Volontari della Libertà                  | Canegrate                  | MI    | RFI             | ezüst     |
| Stazione di Canneto sull'Oglio                 | V. Tazzone, 28                                  | Canneto sull’Oglio         | MN    | RFI             | bronz     |
| Stazione di Cantù                              | V.Vittorio Veneto, 12                           | Cantù                      | CO    | RFI             | bronz     |
| Stazione di Cantù-Cermenate                    | Piazza Stazione                                 | Cantù                      | CO    | RFI             | ezüst     |
| Stazione di Capralba                           | V. Piave                                        | Capralba                   | CR    | RFI             | ezüst     |
| Stazione di Carate-Calò                        | V. Riverio Sup.                                 | Carate Brianza             | MI    | RFI             | bronz     |
| Stazione di Caravaggio                         | Viale Papa Giovanni XXIII                       | Caravaggio                 | BG    | RFI             | ezüst     |
| Stazione di Carimate                           | V. Stazione, 26                                 | Carimate                   | CO    | RFI             | ezüst     |
| Stazione di Carnate-Usmate                     | V. Roma, 2                                      | Carnate                    | MB    | RFI             | ezüst     |
| Stazione di Casalbuttano                       | Piazza Scaglia                                  | Casalbuttano ed Uniti      | CR    | RFI             | bronz     |
| Stazione di Casaletto Vaprio                   | Piazzale Rimembranze, 5                         | Casaletto Vaprio           | CR    | RFI             | bronz     |
| Stazione di Casalmaggiore                      | V. Mazzini, 68                                  | Casalmaggiore              | CR    | RFI             | ezüst     |
| Stazione di Casalpusterlengo                   | Piazza Marconi, 1                               | Casalpusterlengo           | LO    | RFI             | ezüst     |
| Stazione di Casletto-Rogeno                    | Viale Stazione, 2                               | Rogeno                     | LC    | RFI             | bronz     |
| Stazione di Casorate Sempione                  | V. Sempione                                     | Casorate Sempione          | VA    | RFI             | bronz     |
| Stazione di Cassago-Nibionno-Bulciago          | Piazza Stazione, 7                              | Cassago Brianza            | LC    | RFI             | ezüst     |
| Stazione di Cassano d'Adda                     | V. la Stazione                                  | Cassano d’Adda             | MI    | RFI             | ezüst     |
| Stazione di Casteggio                          | Viale Giulietti                                 | Casteggio                  | PV    | RFI             | bronz     |
| Stazione di Castel d'Ario                      | Via Rimembranze, 59                             | Castel d’Ario              | MN    | RFI             | bronz     |
| Stazione di Castelleone                        | V. Stazione, 6                                  | Castelleone                | CR    | RFI             | ezüst     |
| Stazione di Castellucchio                      | Viale Stazione 1                                | Castellucchio              | MN    | RFI             | bronz     |
| Stazione di Castione Andevenno                 | Via Nazionale, 24                               | Castione Andevenno         | SO    | RFI             | bronz     |
| Stazione di Castronno                          | V. della Stazione                               | Castronno                  | VA    | RFI             | ezüst     |
| Stazione di Cava-Carbonara                     | Via Cassinino, 1                                | Cava Manara                | PV    | RFI             | bronz     |
| Stazione di Cava Tigozzi                       | V. Stazione, 2                                  | Sesto ed Uniti             | CR    | RFI             | bronz     |
| Stazione di Cavaria-Oggiona-Jerago             | V. Carlo Curioni                                | Cavaria con Premezzo       | VA    | RFI             | ezüst     |
| Stazione di Cernusco-Merate                    | Piazza Mazzini                                  | Cernusco Lombardone        | LC    | RFI             | ezüst     |
| Stazione di Certosa di Pavia                   | Piazzale Stazione                               | Certosa di Pavia           | PV    | RFI             | ezüst     |
| Stazione di Cesano Boscone                     | Via Enrico de Nicola                            | Cesano Boscone             | MI    | RFI             | ezüst     |
| Stazione di Chiari                             | Viale Marconi ,1                                | Chiari                     | BS    | RFI             | ezüst     |
| Stazione di Chiavenna                          | Piazza Caduti per la Libertà                    | Chiavenna                  | SO    | RFI             | ezüst     |
| Stazione di Chignolo Po                        | V. Stazione                                     | Chignolo Po                | PV    | RFI             | bronz     |
| Stazione di Chiuduno                           | V. Monsignor Valoti                             | Chiuduno                   | BG    | RFI             | bronz     |
| Stazione di Chiuro                             | V. Nazionale ang. V. Stelvio                    | Chiuro                     | SO    | RFI             | bronz     |
| Stazione di Cisano-Caprino Bergamasco          | Piazza Martiri della Libertà, 5                 | Cisano Bergamasco          | BG    | RFI             | ezüst     |
| Stazione di Civate                             | V. Stazione                                     | Civate                     | LC    | RFI             | bronz     |
| Stazione di Cividate al Piano-Calcio           | V. Stazione                                     | Cividate al Piano          | BG    | RFI             | bronz     |
| Stazione di Coccaglio                          | Viale Matteotti, 14                             | Coccaglio                  | BS    | RFI             | ezüst     |
| Stazione di Codogno                            | Piazza Cadorna, 10                              | Codogno                    | LO    | RFI             | ezüst     |
| Stazione di Colico                             | Piazza Roma, 1                                  | Colico                     | LC    | RFI             | ezüst     |
| Stazione di Cologne                            | V. Roma, 141                                    | Cologne                    | BS    | RFI             | bronz     |
| Stazione di Como San Giovanni                  | Piazza San Gottardo, 5                          | Como                       | CO    | Centostazioni   | arany     |
| Stazione di Corbetta-Santo Stefano Ticino      | V. Cadorna confine V. Verdi                     | Santo Stefano Ticino       | MI    | RFI             | ezüst     |
| Stazione di Corsico                            | V. Gramsci                                      | Corsico                    | MI    | RFI             | ezüst     |
| Stazione di Corteolona                         | Viale Stazione                                  | Corteolona                 | PV    | RFI             | bronz     |
| Stazione di Cosio-Traona                       | V. alla Stazione                                | Cosio Valtellino           | SO    | RFI             | bronz     |
| Stazione di Costa Masnaga                      | V. IV Novembre                                  | Costa Masnaga              | LC    | RFI             | ezüst     |
| Stazione di Crema                              | Piazza Martiri della Libertà, 2                 | Crema                      | CR    | RFI             | ezüst     |
| Stazione di Cremona                            | V. Dante, 68                                    | Cremona                    | CR    | Centostazioni   | arany     |
| Stazione di Cucciago                           | V. Dogana                                       | Cucciago                   | CO    | RFI             | bronz     |
| Stazione di Delebio                            | Viale Papa Giovanni XXIII                       | Delebio                    | SO    | RFI             | bronz     |
| Stazione di Dervio                             | Piazza della Stazione                           | Dervio                     | LC    | RFI             | bronz     |
| Stazione di Desenzano del Garda-Sirmione       | Piazza Einaudi, 10                              | Desenzano del Garda        | BS    | Centostazioni   | arany     |
| Stazione di Desio                              | Viale Stazione, 2                               | Desio                      | MI    | RFI             | ezüst     |
| Stazione di Dorio                              | V. la Stazione                                  | Dorio                      | LC    | RFI             | bronz     |
| Stazione di Dubino                             | V. Regina, 14                                   | Dubino                     | SO    | RFI             | bronz     |
| Stazione di Ferrera Lomellina                  | Via Roma, 24                                    | Ferrera Erbognone          | PV    | RFI             | bronz     |
| Stazione di Fiumelatte                         | V. Stazione                                     | Varenna                    | LC    | RFI             | bronz     |
| Stazione di Gaggiano                           | Piazza IV Novembre                              | Gaggiano                   | MI    | RFI             | ezüst     |
| Stazione di Gallarate                          | Piazza Papa Giovanni XXIII                      | Gallarate                  | VA    | Centostazioni   | arany     |
| Stazione di Gambolò-Remondò                    | Via Stazione                                    | Gambolò                    | PV    | RFI             | bronz     |
| Stazione di Garlasco                           | Piazza Giovanni XXIII, 4                        | Garlasco                   | PV    | RFI             | bronz     |
| Stazione di Gazzada-Schianno-Morazzone         | Piazza Don Stoppani                             | Gazzada Schianno           | VA    | RFI             | ezüst     |
| Stazione di Gazzo di Bigarello                 | Via Stazione, 1                                 | Bigarello                  | MN    | RFI             | bronz     |
| Stazione di Gazzo-Pieve San Giacomo            | Piazza Stazione                                 | Pieve San Giacomo          | CR    | RFI             | bronz     |
| Stazione di Ghedi                              | V. XX Settembre                                 | Ghedi                      | BS    | RFI             | bronz     |
| Stazione di Gonzaga-Reggiolo                   | Viale Stazione, 12                              | Gonzaga                    | MN    | RFI             | bronz     |
| Stazione di Gropello Cairoli                   | Via Cantoni, 1                                  | Gropello Cairoli           | PV    | RFI             | bronz     |
| Stazione di Grumello del Monte                 | Viale Vittorio Veneto, 42                       | Grumello del Monte         | BG    | RFI             | ezüst     |
| Stazione di Ispra                              | V. Roma                                         | Ispra                      | VA    | RFI             | bronz     |
| Stazione di Lambrinia                          | V. Mariotto                                     | Chignolo Po                | PV    | RFI             | bronz     |
| Stazione di Laveno-Mombello                    | V. Diaz, 21                                     | Laveno-Mombello            | VA    | RFI             | ezüst     |
| Stazione di Lecco                              | Piazza Lega Lombarda, 9                         | Lecco                      | LC    | Centostazioni   | arany     |
| Stazione di Lecco Maggianico                   | V. Gomez, 15                                    | Lecco                      | LC    | RFI             | ezüst     |
| Stazione di Leggiuno-Monvalle                  | V. Diaz                                         | Leggiuno                   | VA    | RFI             | bronz     |
| Stazione di Legnano                            | Piazza Butti                                    | Legnano                    | MI    | RFI             | ezüst     |
| Stazione di Lesmo                              | V. alla Stazione                                | Lesmo                      | MI    | RFI             | bronz     |
| Stazione di Levata                             |                                                 | Curtatone                  | MN    | RFI             | bronz     |
| Stazione di Levate                             | Via S.Maria                                     | Levate                     | BG    | RFI             | bronz     |
| Stazione di Lierna                             | V. Panizza                                      | Lierna                     | LC    | RFI             | bronz     |
| Stazione di Lissone-Muggiò                     | Piazzale Stazione, 3                            | Lissone                    | MI    | RFI             | ezüst     |
| Stazione di Locate Triulzi                     | Piazza Stazione, 1                              | Locate di Triulzi          | MI    | RFI             | ezüst     |
| Stazione di Lodi                               | Piazza Stazione, 12                             | Lodi                       | LO    | Centostazioni   | arany     |
| Stazione di Lomello                            | Via Gramsci, 13                                 | Lomello                    | PV    | RFI             | bronz     |
| Stazione di Lonato                             | Piazzale Vittorio Veneto, 1                     | Lonato del Garda           | BS    | RFI             | bronz     |
| Stazione di Luino                              | Piazza Marconi                                  | Luino                      | VA    | RFI             | ezüst     |
| Stazione di Pizzale-Lungavilla                 | Viale della Stazione, 23                        | Pizzale                    | PV    | RFI             | ezüst     |
| Stazione di Macherio-Canonica                  | V. Lambro                                       | Macherio                   | MI    | RFI             | bronz     |
| Stazione di Macherio-Sovico                    | Piazza Visconti                                 | Macherio                   | MI    | RFI             | bronz     |
| Stazione di Madignano                          | V. Mulino                                       | Madignano                  | CR    | RFI             | bronz     |
| Stazione di Magenta                            | Piazza Papa Giovanni XXIII, 2                   | Magenta                    | MI    | RFI             | ezüst     |
| Stazione di Maleo                              | V. Papa Giovanni XXIII                          | Maleo                      | LO    | RFI             | bronz     |
| Stazione di Mandello del Lario                 | Strada Statale 52/b                             | Mandello del Lario         | LC    | RFI             | ezüst     |
| Stazione di Manerbio                           | Viale Stazione                                  | Manerbio                   | BS    | RFI             | ezüst     |
| Stazione di Mantova                            | Piazza Don Leoni, 14                            | Mantova                    | MN    | Centostazioni   | arany     |
| Stazione di Mantova Frassine                   | Via Brennero                                    | Mantova                    | MN    | RFI             | bronz     |
| Stazione di Marcaria                           | Viale Stazione, 8                               | Marcaria                   | MN    | RFI             | bronz     |
| Stazione di Mede                               | Piazza Costituzione, 1                          | Mede                       | PV    | RFI             | bronz     |
| Stazione di Melegnano                          | Piazza XXV Aprile, 3                            | Melegnano                  | MI    | RFI             | ezüst     |
| Stazione di Melzo                              | Piazza Cavour, 35                               | Melzo                      | MI    | RFI             | ezüst     |
| Stazione di Milano Centrale                    | Piazza Duca D'Aosta                             | Milánó                     | MI    | Grandi Stazioni | platinum  |
| Stazione di Milano Certosa                     | V. Mambretti                                    | Milánó                     | MI    | RFI             | ezüst     |
| Stazione di Milano Dateo                       | Piazzale Dateo                                  | Milánó                     | MI    | RFI             | ezüst     |
| Stazione di Milano Forlanini                   |                                                 | Milánó                     | MI    | RFI             |           |
| Stazione di Milano Greco Pirelli               | Piazzale Egeo                                   | Milánó                     | MI    | RFI             | arany     |
| Stazione di Milano Lambrate                    | Piazza Bottini, 10                              | Milánó                     | MI    | Centostazioni   | arany     |
| Stazione di Milano Lancetti                    | Via Lancetti                                    | Milánó                     | MI    | RFI             | ezüst     |
| Stazione di Milano Porta Garibaldi             | Piazza Freud, 1                                 | Milánó                     | MI    | Centostazioni   | platinum  |
| Stazione di Milano Porta Garibaldi Sotterranea | Piazza Freud, 2                                 | Milánó                     | MI    | RFI             | platinum  |
| Stazione di Milano Porta Genova                | Piazzale P. Genova, 4                           | Milánó                     | MI    | RFI             | ezüst     |
| Stazione di Milano Porta Romana                | Viale Isonzo                                    | Milánó                     | MI    | RFI             | ezüst     |
| Stazione di Milano Porta Venezia               | Milano Porta Venezia                            | Milánó                     | MI    | RFI             | ezüst     |
| Stazione di Milano Porta Vittoria              | Viale Molise 71                                 | Milánó                     | MI    | RFI             | ezüst     |
| Stazione di Milano Repubblica                  | Milano Repubblica                               | Milánó                     | MI    | RFI             | ezüst     |
| Stazione di Milano Rogoredo                    | V. G. B. Cassinis, 83                           | Milánó                     | MI    | Centostazioni   | arany     |
| Stazione di Milano Romolo                      | Piazza Ascari                                   | Milánó                     | MI    | RFI             | ezüst     |
| Stazione di Milano San Cristoforo              | Piazza Tirana                                   | Milánó                     | MI    | RFI             | ezüst     |
| Stazione di Milano Tibaldi                     |                                                 | Milánó                     | MI    | RFI             |           |
| Stazione di Milano Villapizzone                | Via Fusinato                                    | Milánó                     | MI    | RFI             | ezüst     |
| Stazione di Miradolo Terme                     | V. Marconi, 110                                 | Miradolo Terme             | PV    | RFI             | bronz     |
| Stazione di Moiana                             | V. Vespucci                                     | Merone                     | CO    | RFI             | bronz     |
| Stazione di Molteno                            | Piazza Stazione, 2                              | Molteno                    | LC    | RFI             | ezüst     |
| Stazione di Montello-Gorlago                   | V. Stazione, 6                                  | Montello                   | BG    | RFI             | ezüst     |
| Stazione di Montirone                          | V. Stazione, 9                                  | Montirone                  | BS    | RFI             | bronz     |
| Stazione di Monza                              | V. Arosio, 14                                   | Monza                      | MI    | Centostazioni   | arany     |
| Stazione di Monza Sobborghi                    | V. Carlo Rota                                   | Monza                      | MI    | RFI             | bronz     |
| Stazione di Morbegno                           | Piazza Bozzi                                    | Morbegno                   | SO    | RFI             | ezüst     |
| Stazione di Morengo-Bariano                    | V. Locatelli                                    | Bariano                    | BG    | RFI             | ezüst     |
| Stazione di Mornago-Cimbro                     | Piazza Monte Grappa                             | Mornago                    | VA    | RFI             | bronz     |
| Stazione di Mortara                            | Piazza Marconi, 9                               | Mortara                    | PV    | RFI             | ezüst     |
| Stazione di Motta San Damiano                  | loc. Motta San Damiano                          | Valle Salimbene            | PV    | RFI             | bronz     |
| Stazione di Nicorvo                            | Via Ceretto                                     | Nicorvo                    | PV    | RFI             | bronz     |
| Stazione di Novate Mezzola                     | V. Nazionale, 923                               | Novate Mezzola             | SO    | RFI             | bronz     |
| Stazione di Oggiono                            | Piazza Stazione, 6                              | Oggiono                    | LC    | RFI             | ezüst     |
| Stazione di Olcio                              | V. la Stazione                                  | Mandello del Lario         | LC    | RFI             | bronz     |
| Stazione di Olevano                            | Via A.Drovanti, 6                               | Olevano di Lomellina       | PV    | RFI             | bronz     |
| Stazione di Olgiate-Calco-Brivio               | Piazza IV Novembre                              | Olgiate Molgora            | LC    | RFI             | ezüst     |
| Stazione di Olmeneta                           | V. Stazione                                     | Olmeneta                   | CR    | RFI             | bronz     |
| Stazione di Orio Litta                         | Viale Stazione                                  | Orio Litta                 | LO    | RFI             | bronz     |
| Stazione di Osnago                             | V. Trieste                                      | Osnago                     | LC    | RFI             | ezüst     |
| Stazione di Ospedaletto Lodigiano              | V. Stazione                                     | Ospedaletto Lodigiano      | LO    | RFI             | bronz     |
| Stazione di Ospitaletto Mantovano              | V. Campobrondino                                | Castellucchio              | MN    | RFI             | bronz     |
| Stazione di Ospitaletto-Travagliato            | V. Martiri della Libertà                        | Ospitaletto                | BS    | RFI             | ezüst     |
| Stazione di Ostiglia                           | Circonvallazione est                            | Ostiglia                   | MN    | RFI             | bronz     |
| Stazione di Paderno-Robbiate                   | Viale Libertà, 1                                | Paderno d’Adda             | LC    | RFI             | ezüst     |
| Stazione di Palazzolo sull'Oglio               | V. Marconi, 100                                 | Palazzolo sull’Oglio       | BS    | RFI             | ezüst     |
| Stazione di Palestro                           | Via XXVI Aprile, 98                             | Palestro                   | PV    | RFI             | bronz     |
| Stazione di Palidano                           | Via Guerrieri                                   | Gonzaga                    | MN    | RFI             | bronz     |
| Stazione di Parabiago                          | V. Matteotti, 74                                | Parabiago                  | MI    | RFI             | ezüst     |
| Stazione di Parona Lomellina                   | V. della Stazione (Strada Marziana)             | Parona                     | PV    | RFI             | ezüst     |
| Stazione di Pavia                              | Piazza Stazione, 9                              | Pavia                      | PV    | Centostazioni   | arany     |
| Stazione di Pavia Porta Garibaldi              | Piazzale Stazione                               | Pavia                      | PV    | RFI             | bronz     |
| Stazione di Piadena                            | Piazza Gramsci, 1                               | Piadena                    | CR    | RFI             | ezüst     |
| Stazione di Pieve Albignola                    | Via Stazione, 26                                | Pieve Albignola            | PV    | RFI             | bronz     |
| Stazione di Pieve Emanuele                     | Via Stazione                                    | Pieve Emanuele             | MI    | RFI             | bronz     |
| Stazione di Pinarolo Po                        | V. Gramsci, 10                                  | Pinarolo Po                | PV    | RFI             | bronz     |
| Stazione di Pioltello-Limito                   | V. Stazione, 1                                  | Pioltello                  | MI    | RFI             | ezüst     |
| Stazione di Piona                              | V. Laghetto                                     | Colico                     | LC    | RFI             | bronz     |
| Stazione di Pizzighettone                      | Viale Stazione, 1                               | Pizzighettone              | LO    | RFI             | bronz     |
| Stazione di Poggio Rusco                       | Viale Trento Trieste, 88                        | Poggio Rusco               | MN    | RFI             | ezüst     |
| Stazione di Poggiridenti-Tresivio-Piateda      | V. Stelvio                                      | Poggiridenti               | SO    | RFI             | bronz     |
| Stazione di Ponte d'Adda                       | V. Don Zanoni                                   | Pizzighettone              | CR    | RFI             | bronz     |
| Stazione di Ponte in Valtellina                | V. Stelvio, 71                                  | Ponte in Valtellina        | SO    | RFI             | bronz     |
| Stazione di Ponte San Marco-Calcinato          | Piazzale Stazione, 1                            | Calcinato                  | BS    | RFI             | bronz     |
| Stazione di Ponte San Pietro                   | Piazza Dante, 8                                 | Ponte San Pietro           | BG    | RFI             | ezüst     |
| Stazione di Pontida                            | V. Stazione                                     | Pontida                    | BG    | RFI             | bronz     |
| Stazione di Porto Valtravaglia                 | V. Stazione                                     | Porto Valtravaglia         | VA    | RFI             | bronz     |
| Stazione di Pozzuolo Martesana                 | Via Oberdan SN                                  | Pozzuolo Martesana         | MI    | RFI             | ezüst     |
| Stazione di Prata Camportaccio                 | V. Vanoni                                       | Prata Camportaccio         | SO    | RFI             | bronz     |
| Stazione di Pregnana Milanese                  | Via della Liberazione                           | Pregnana Milanese          | MI    | RFI             | bronz     |
| Stazione di Remedello Sopra                    | Viale Stazione                                  | Remedello                  | BS    | RFI             | bronz     |
| Stazione di Remedello Sotto                    | V. Stazione                                     | Remedello                  | BS    | RFI             | bronz     |
| Stazione di Renate-Veduggio                    | V. Roma                                         | Renate                     | MB    | RFI             | ezüst     |
| Stazione di Rho                                | Piazza Libertà, 9                               | Rho                        | MI    | RFI             | ezüst     |
| Stazione di Rho Fiera Expo Milano 2015         | Via A. Grandi                                   | Rho                        | MI    | RFI             | ezüst     |
| Stazione di Robbio                             | C.so Amedeo d'Aosta, 97                         | Robbio                     | PV    | RFI             | bronz     |
| Stazione di Robecco-Pontevico                  | Viale Stazione                                  | Robecco d’Oglio            | CR    | RFI             | bronz     |
| Stazione di Romano                             | Piazza Stazione, 6                              | Romano di Lombardia        | BG    | RFI             | ezüst     |
| Stazione di Romanore                           | Viale Stazione                                  | Borgoforte                 | MN    | RFI             | bronz     |
| Stazione di Rovato                             | Viale Lombardia                                 | Rovato                     | BS    | RFI             | ezüst     |
| Stazione di Roverbella                         | Via Stazione                                    | Roverbella                 | MN    | RFI             | bronz     |
| Stazione di Sant'Antonio Mantovano             | Piazza Stazione                                 | Porto Mantovano            | MN    | RFI             | bronz     |
| Stazione di San Cassiano Valchiavenna          | V. Bella Spada, 2                               | Prata Camportaccio         | SO    | RFI             | bronz     |
| Stazione di Santa Cristina e Bissone           | Viale Rimembranza                               | Santa Cristina e Bissone   | PV    | RFI             | bronz     |
| Stazione di San Donato Milanese                | Piazza della Stazione                           | San Donato Milanese        | MI    | RFI             | bronz     |
| Stazione di San Giacomo di Teglio              | V. Nazionale, 13                                | Teglio                     | SO    | RFI             | bronz     |
| Stazione di San Giovanni in Croce              | V. Marconi                                      | San Giovanni in Croce      | CR    | RFI             | bronz     |
| Stazione di Santa Giuletta                     | V. General Romolo Bruni                         | Santa Giuletta             | PV    | RFI             | bronz     |
| Stazione di San Giuliano Milanese              | V. Roma                                         | San Giuliano Milanese      | MI    | RFI             | ezüst     |
| Stazione di San Martino Siccomario-Cava Manara | V. Marconi, 2                                   | Cava Manara                | PV    | RFI             | ezüst     |
| Stazione di San Michele in Bosco               | V. Salvo d' Acquisto                            | Marcaria                   | MN    | RFI             | bronz     |
| Stazione di San Pietro Berbenno                | V. alla Stazione                                | Berbenno di Valtellina     | SO    | RFI             | bronz     |
| Stazione di Santo Stefano Lodigiano            | V. Buozzi                                       | Santo Stefano Lodigiano    | LO    | RFI             | bronz     |
| Stazione di San Zeno-Folzano                   | V. Roma                                         | San Zeno Naviglio          | BS    | RFI             | bronz     |
| Stazione di San Zenone al Lambro               | V. Stazione - loc. Villabissone                 | San Zenone al Lambro       | MI    | RFI             | ezüst     |
| Stazione di Sairano                            | Via S. Damiano, 50                              | Sommo                      | PV    | RFI             | bronz     |
| Stazione di Sairano-Zinasco                    | Via Negri, 1                                    | Zinasco                    | PV    | RFI             | bronz     |
| Stazione di Sala al Barro-Galbiate             | V. L. da Vinci                                  | Galbiate                   | LC    | RFI             | bronz     |
| Stazione di Samolaco                           | V. Nazionale                                    | Samolaco                   | SO    | RFI             | bronz     |
| Stazione di Sangiano                           | V. Libertà, 10                                  | Sangiano                   | VA    | RFI             | bronz     |
| Stazione di Sannazzaro                         | Via Marconi, 65                                 | Sannazzaro de’ Burgondi    | PV    | RFI             | ezüst     |
| Stazione di Sartirana                          | Via Stazione, 25                                | Sartirana Lomellina        | PV    | RFI             | bronz     |
| Stazione di Secugnago                          | loc. Stazione                                   | Secugnago                  | LO    | RFI             | ezüst     |
| Stazione di Segrate                            | Via Cima 50                                     | Segrate                    | MI    | RFI             | ezüst     |
| Stazione di Seregno                            | Piazza XXV Aprile, 3                            | Seregno                    | MI    | RFI             | ezüst     |
| Stazione di Seriate                            | V. Stazione, 2                                  | Seriate                    | BG    | RFI             | ezüst     |
| Stazione di Sesto Calende                      | Piazza Stazione, 10                             | Sesto Calende              | VA    | RFI             | ezüst     |
| Stazione di Sesto San Giovanni                 | Piazza I Maggio                                 | Sesto San Giovanni         | MI    | RFI             | ezüst     |
| Stazione di Somma Lombardo                     | Piazza IV Novembre, 2                           | Somma Lombardo             | VA    | RFI             | ezüst     |
| Stazione di Sondrio                            | Piazzale Bertacchi, 75                          | Sondrio                    | SO    | Centostazioni   | arany     |
| Stazione di Soresina                           | Piazza della Repubblica                         | Soresina                   | CR    | RFI             | ezüst     |
| Stazione di Stezzano                           | Via Santuario                                   | Stezzano                   | BG    | RFI             | bronz     |
| Stazione di Stradella                          | Piazzale Matteotti, 2                           | Stradella                  | PV    | RFI             | ezüst     |
| Stazione di Suzzara                            | Pzza Matteotti, 3                               | Suzzara                    | MN    | RFI             | ezüst     |
| Stazione di Taino-Angera                       | V. Matteotti                                    | Taino                      | VA    | RFI             | bronz     |
| Stazione di Talamona                           | V. Stelvio (statale nazionale)                  | Talamona                   | SO    | RFI             | bronz     |
| Stazione di Tavazzano                          | V. Garibaldi                                    | Tavazzano con Villavesco   | LO    | RFI             | ezüst     |
| Stazione di Ternate-Varano Borghi              | V. Stazione, 24                                 | Ternate                    | VA    | RFI             | bronz     |
| Stazione di Terno                              | V. Marconi, 14                                  | Terno d’Isola              | BG    | RFI             | ezüst     |
| Stazione di Tirano                             | Piazza Stazione, 16                             | Tirano                     | SO    | RFI             | ezüst     |
| Stazione di Torre de' Picenardi                | V. Garibaldi, 84/A                              | Torre de’ Picenardi        | CR    | RFI             | bronz     |
| Stazione di Torreberetti                       | Via Stazione, 45                                | Torre Beretti e Castellaro | PV    | RFI             | bronz     |
| Stazione di Travedona-Biandronno               | V. Stazione                                     | Travedona-Monate           | VA    | RFI             | bronz     |
| Stazione di Trecella                           | V. Resta                                        | Pozzuolo Martesana         | MI    | RFI             | ezüst     |
| Stazione di Tresenda-Aprica-Teglio             | V. Nazionale, 32                                | Teglio                     | SO    | RFI             | bronz     |
| Stazione di Treviglio                          | Piazza Verdi, 4                                 | Treviglio                  | BG    | Centostazioni   | arany     |
| Stazione di Treviglio Ovest                    | Piazzale Mazzini                                | Treviglio                  | BG    | RFI             | ezüst     |
| Stazione di Trezzano sul Naviglio              | V. Curiel                                       | Trezzano sul Naviglio      | MI    | RFI             | ezüst     |
| Stazione di Triuggio-Ponte Albiate             | V. Dante Alighieri, 1                           | Triuggio                   | MI    | RFI             | ezüst     |
| Stazione di Tromello                           | Piazza IV Novembre                              | Tromello                   | PV    | RFI             | bronz     |
| Stazione di Valle Lomellina                    | Via Stazione, 121                               | Valle Lomellina            | PV    | RFI             | bronz     |
| Stazione di Valmadrera                         | V. Lecco, 1                                     | Valmadrera                 | LC    | RFI             | bronz     |
| Stazione di Vanzago-Pogliano                   | Piazza XXV Aprile, 13                           | Vanzago                    | MI    | RFI             | ezüst     |
| Stazione di Varenna-Esino-Perledo              | Piazzale Aldo Moro                              | Perledo                    | LC    | RFI             | ezüst     |
| Stazione di Varese                             | Piazza Trieste, 1                               | Varese                     | VA    | Centostazioni   | arany     |
| Stazione di Verceia                            | V. Nazionale                                    | Verceia                    | SO    | RFI             | bronz     |
| Stazione di Vercurago-San Girolamo             | V. IV Novembre                                  | Vercurago                  | LC    | RFI             | bronz     |
| Stazione di Verdello-Dalmine                   | V. Marconi, 54                                  | Verdellino                 | BG    | RFI             | ezüst     |
| Stazione di Vergiate                           | V. Roma                                         | Vergiate                   | VA    | RFI             | ezüst     |
| Stazione di Verolanuova                        | Viale Marconi                                   | Verolanuova                | BS    | RFI             | ezüst     |
| Stazione di Viadana Bresciana                  | V. T. Secchi, 6                                 | Brescia                    | BS    | RFI             | bronz     |
| Stazione di Vidalengo                          | V. Donizzetti                                   | Caravaggio                 | BG    | RFI             | bronz     |
| Stazione di Vigevano                           | Piazza IV Novembre, 5                           | Vigevano                   | PV    | RFI             | ezüst     |
| Stazione di Vignate                            | V. Manzoni                                      | Vignate                    | MI    | RFI             | ezüst     |
| Stazione di Villa di Tirano                    | V. Nazionale                                    | Villa di Tirano            | SO    | RFI             | bronz     |
| Stazione di Villa Raverio                      | V. Volta                                        | Besana in Brianza          | MI    | RFI             | ezüst     |
| Stazione di Villamaggiore                      | V. Stazione                                     | Lacchiarella               | MI    | RFI             | ezüst     |
| Stazione di Villanova d'Ardenghi               | Via Stazione, 33                                | Villanova d’Ardenghi       | PV    | RFI             | bronz     |
| Stazione di Villasanta Parco                   | V. Cellini, 4                                   | Villasanta                 | MI    | RFI             | ezüst     |
| Stazione di Villetta Malagnino                 | V. Stazione                                     | Malagnino                  | CR    | RFI             | bronz     |
| Stazione di Visano                             | V. Stazione, 16                                 | Visano                     | BS    | RFI             | bronz     |
| Stazione di Vittuone-Arluno                    | V. Volontari della Libertà                      | Vittuone                   | MI    | RFI             | ezüst     |
| Stazione di Voghera                            | Piazzale Marconi , 1                            | Voghera                    | PV    | Centostazioni   | ezüst     |
| Stazione di Zinasco Nuovo                      | Via Diaz, 1                                     | Zinasco                    | PV    | RFI             | bronz     |